# The Long Goodbye
The Long Goodbye is een Amerikaanse misdaadfilm uit 1973 onder regie van Robert Altman. De film is gebaseerd op de gelijknamige roman uit 1953 van de Amerikaanse auteur Raymond Chandler.

## Verhaal
Privédetective Philip Marlowe helpt zijn vriend Terry Lennox te vluchten naar Mexico. De dag erna wordt hij zelf gearresteerd voor medeplichtigheid aan de moord op de vrouw van Lennox. Wanneer Lennox zelfmoord pleegt en in een afscheidsbrief de moord bekent, wordt Marlowe vrijgelaten. Hij ruikt echter onraad en gaat op onderzoek uit.

## Rolverdeling
| Acteur            | Personage          |
| ----------------- | ------------------ |
| Elliott Gould     | Philip Marlowe     |
| Nina van Pallandt | Eileen Wade        |
| Sterling Hayden   | Roger Wade         |
| Mark Rydell       | Marty Augustine    |
| Henry Gibson      | Dr. Verringer      |
| David Arkin       | Harry              |
| Jim Bouton        | Terry Lennox       |
| Warren Berlinger  | Morgan             |
| Jo Ann Brody      | Jo Ann Eggenweiler |